# Lancia Prisma
Lancia Prisma - модель автомобілів нижнього середнього класу, що виготовлялась італійським виробником автомобілів Lancia з 1980 року на основі хетчбека Delta. Як і Delta, Prisma використовувала шасі Fiat Ritmo, але із задньою віссю Camuffo, розробленою Lancia.
Під час її виробництва було доступно п'ять бензинових двигунів з потужністю від 55 кВт (75 к.с.) до 85 кВт (115 к.с.) та два дизельних двигуни з потужністю 48 кВт (65 к.с.) і 59 кВт (80 к.с.).
У травні 1986 року Призма отримала модернізацію разом з Дельтою. Диски коліс, салон та решітка радіатора були пристосовані до дизайнерської лінії того часу. Бензиновий двигун об'ємом 1,6 л тепер також був доступний з електронним впорскуванням і таким чином виробив 79 кВт (108 к.с.). Нові 2.0 i. е. мали повний привід.
У квітні 1989 року її замінила Dedra, яка з середини 1994 року також була доступна як універсал.

## Двигуни
- 1.3 L I4
- 1.5 L I4
- 1.6 L I4
- 2.0 L I4
- 1.9 L diesel I4
- 1.9 L turbodiesel I4

1. ↑  https://archive.org/details/LanciaPrismaBrochure/page/n11/mode/2up